# Atletismo nos Jogos Pan-Americanos de 1975 - 100 m com barreiras feminino
A prova dos 110 m com barreiras feminino nos Jogos Pan-Americanos de 1975 foi realizada na Cidade do México, México.

## Medalhistas
| Ouro                   | Prata                              | Bronze                    |
| Edith Noeding PER Peru | Debbie LaPlante USA Estados Unidos | Marlene Elejalde CUB Cuba |

## Resultados
| Posição           | Nome                | Nacionalidade         | Tempo | Notas |
| ----------------- | ------------------- | --------------------- | ----- | ----- |
| Medalha de ouro   | Edith Noeding       | PER Peru              | 13.56 |       |
| Medalha de prata  | Debbie LaPlante     | USA Estados Unidos    | 13.68 |       |
| Medalha de bronze | Marlene Elejalde    | CUB Cuba              | 13.80 |       |
| 4                 | Pat Donnelly        | USA Estados Unidos    | 13.90 |       |
| 5                 | Carmen Smith-Brown  | JAM Jamaica           | 14.08 |       |
| 6                 | Sue Bradley         | CAN Canadá            | 14.34 |       |
| 7                 | Maria Luísa Betioli | BRA Brasil            | 14.35 |       |
| 8                 | Ann Adams           | TRI Trinidad e Tobago | 14.69 |       |